# 神戸遥真
神戸 遥真（こうべ はるま、1983年9月10日 - ）は、日本の小説家。千葉県千葉市出身。
日本YA作家クラブ、日本児童文芸家協会会員。

## 受賞歴
- 第5回集英社みらい文庫大賞優秀賞[4]

- 『恋ポテ』シリーズ（講談社）で第45回日本児童文芸家協会賞[5]

- 第21回千葉市芸術文化新人賞奨励賞[6]
- 『笹森くんのスカート』（講談社）で令和5年度児童福祉文化賞出版部門[7]

## 作品
- 『スピンガール！ 海浜千葉高校競技ダンス部』（メディアワークス文庫、2017）
- 『休日に奏でるプレクトラム』（メディアワークス文庫、2018）
- 『この声とどけ!』シリーズ
  - 『この声とどけ!　恋がはじまる放送室☆』（集英社みらい文庫、2018）
  - 『この声とどけ!　放送部にひびく不協和音!?』（集英社みらい文庫、2018）
  - 『この声とどけ!　恋がもつれる夏まつり!?』（集英社みらい文庫、2019）
  - 『この声とどけ!　恋がかぶった放送部!?』（集英社みらい文庫、2019）
  - 『この声とどけ!　恋がかなった!?クリスマス☆』（集英社みらい文庫、2019）

- 『ニセモノ夫婦の紅茶店』シリーズ
  - 『ニセモノ夫婦の紅茶店　あの日の茶葉と二人の約束』（メディアワークス文庫、2019）
  - 『ニセモノ夫婦の紅茶店　あなたと迎える幸せの一杯』（メディアワークス文庫、2019）

- 『ぼくのまつり縫い』シリーズ
  - 『ぼくのまつり縫い　手芸男子は好きっていえない』（偕成社、2019）
  - 『ぼくのまつり縫い　手芸男子とカワイイ後輩』（偕成社、2020）
  - 『ぼくのまつり縫い　手芸男子と贈る花』（偕成社、2021）

- 『訳ありブランドで働いています。　王様が仕立てる特別な一着』（メディアワークス文庫、2018）
- 『きみは友だちなんかじゃない』（集英社オレンジ文庫、2020）
- 『Eバーガー』シリーズ
  - 『恋とポテトと夏休み』（講談社、2020）
  - 『恋とポテトと文化祭』（講談社、2020）
  - 『恋とポテトとクリスマス』（講談社、2020）
  - 『恋とシェイクとバレンタイン』（講談社、2021）
  - 『恋とシェイクと春休み』（講談社、2022）
  - 『ポテトとシェイクの恋のあと』（講談社、2022）
- 『目的地はお決まりですか？　森沢観光どこでも課』（メディアワークス文庫、2020）
- 『ウソカレ!?』シリーズ
  - 『ウソカレ!?　この恋はだれにもナイショです』（集英社みらい文庫、2020）
  - 『ウソカレ!?　はじめての“デート”は波乱の予感です』（集英社みらい文庫、2020）
  - 『ウソカレ!?　“好き”ってどんな気持ちですか』（集英社みらい文庫、2021）
  - 『ウソカレ!?　ほんとの“カノジョ”になれますか』（集英社みらい文庫、2021）
  - 『ウソカレ!?　“ウソなし”の恋はじめます』（集英社みらい文庫、2021）
- 『声が出なくなったので、会社を辞めて二人暮らし始めました。』（メディアワークス文庫、2021）
- 『告白したのは、君だから。』（野いちご文庫、2021）
- 『片想い中の幼なじみと契約結婚してみます。』（メディアワークス文庫、2021）
- 『きみとホームで待ち合わせ』（講談社、2021）
- 『モテすぎる許婚と初恋はじめます♡』（野いちごジュニア文庫、2022）
- 『藤白くんのヘビーな恋』シリーズ
  - 『藤白くんのヘビーな恋　告白されてもこまります！』（青い鳥文庫、2022）
  - 『藤白くんのヘビーな恋　恋の勝負はこまります！』（青い鳥文庫、2022）
  - 『藤白くんのヘビーな恋　三角関係はこまります！』（青い鳥文庫、2022）
  - 『藤白くんのヘビーな恋　こまったキミのことが好き』（青い鳥文庫、2023）
- 『本日は離婚日和です。』（メディアワークス文庫、2022）
- 『笹森くんのスカート』（講談社、2022）
- 『25センチの恋とヒミツ』（偕成社、2022）
- 『告白したのは、君だから。　かんちがいから始まるホントの恋』（野いちごジュニア文庫、2022）
- 『きゅん恋♥あこがれ両想い　5つの冬の恋物語』（野いちごジュニア文庫、2022）
- 『おはなしサイエンス　美容の科学　神永くんは知っている』（講談社、2023）
- 『好きなのは、キミだけだから。　5つの春の恋物語』（野いちごジュニア文庫、2023）
- 『ぜったいヒミツの両想い』シリーズ
  - 『ぜったいヒミツの両想い　先輩、おつきあいってなんですか？』（青い鳥文庫、2023）
  - 『ぜったいヒミツの両想い　親友か彼氏か、選べますか？』（青い鳥文庫、2023）
  - 『ぜったいヒミツの両想い　わたしも大好きです！』（青い鳥文庫、2024）
- 『ぼくらの胸キュンの作り方』（講談社、2023）
- 『カーテンコールはきみと』シリーズ
  - 『カーテンコールはきみと　演劇はじめました！』（偕成社、2023）
  - 『カーテンコールはきみと　幽霊部長の銀河鉄道』（偕成社、2025）
- 『嘘つきな私たちと、紫の瞳』（マイクロマガジン、2024）
- 『かわいいわたしのFe』（文研出版、2024）
- 『みおちゃんも猫 好きだよね？』（金の星社、2024）
- 『オンライン・フレンズ＠さくら』（講談社、2024）
- 『オンライン・フレンズ＠ユナ』（講談社、2024）
- 『クール男子の心の声は「大好き」だらけ!?』（野いちごジュニア文庫、2024）
- 『おもてなし旅館の契約花嫁と旦那さま～借金５０００万円の跡取り娘と１００点満点の御曹司～』（メディアワークス文庫、2024）
- 『嘘泣き女王のクランクアップ』（Gakken、2024）
- 『若松一中グリークラブ　気になるあの子はトップテノール』（岩崎書店、2025）
- 『おはなし日本文化　書道　かっこいいキミと、一筆！』（講談社、2025）
- 『死神短歌』（PHP研究所、2025）
- 『日下部くんには日傘が似合う』（あかね書房、2025）

### 共著
- 『5分でドキドキ！超胸きゅんな話』（集英社みらい文庫、2018）
- 『謎解きホームルーム３』（新星出版社、2021）
- 『コウペンちゃんのショートストーリーズ　よつばのおまじない』（Gakken、2022）
- 『ひみつの小学生探偵　1 あやしいヒゲの会事件』（Gakken、2023）
- 『溺愛MAXな恋スペシャル♡　野いちごジュニア文庫超人気シリーズ集！』（野いちごジュニア文庫、2023）
- 『てのひら怪談　ずっとトモダチ』（ポプラキミノベル、2023）
- 『ラストで君は「まさか！」と言う　ときめきの数字』（PHP研究所、2024）
- 『すきなあの人　君色パレットⅡ 多様性をみつめるショートストーリー』（岩崎書店、2024）
- 『ひみつの小学生探偵　2 ぬすまれたハガキ事件』（Gakken、2024）
- 『ひみつの相関図ノート』（ポプラ社、2024）
- 『ひみつの小学生探偵　3 タイムカプセル暗号事件』（Gakken、2024）
- 『ラストで君は「キュン！」とする　君との365日』（PHP研究所、2024）
- 『Sweet & Bitter2 気になるあの子の恋』（岩崎書店、2024）